# Vitslav II av Rügen
Vitslav II av Rügen, död 1302, var regerande furste av Rügen mellan 1260 och 1302.